# دويل إي. كارلتون
دويل إي. كارلتون (بالإنجليزية: Doyle E. Carlton)‏ هو محامي وسياسي أمريكي، ولد في 6 يوليو 1885 في واوتشولا في الولايات المتحدة، وتوفي في 25 أكتوبر 1972 في تامبا في الولايات المتحدة. نشط حزبياً في الحزب الديمقراطي. وقد انتخب حاكم ولاية فلوريدا ‏ (8 يناير 1929 – 3 يناير 1933).

## وصلات خارجية
- دويل إي. كارلتون على موقع إن إن دي بي (الإنجليزية)